# Serafino ou l'Amour aux champs
Pour plus de détails, voir Fiche technique et Distribution.
Serafino ou l'Amour aux champs (Serafino) est une comédie italienne réalisée par Pietro Germi, avec Adriano Celentano et Ottavia Piccolo.

## Synopsis
Le berger Serafino passe sa vie à la montagne. Seulement quelquefois il fait une descente dans la vallée, où toute sa famille habite dans un petit village. Là, il rend visite à sa tante Gesuina après quoi il passe quelques « heures du berger » avec ses maitresses. À la fin de chaque visite son oncle Agenore l'approvisionne avec des victuailles et subvient à ses autres besoins matériels. Serafino se dispute souvent avec Agenore mais il n'est jamais intéressé par d'argent. Quand la tante Gesuina succombe, toute la famille se met à chercher son testament. À la grande surprise et mécontentement de tous il se trouve que la tante a légué toute sa fortune à Serafino. La situation s'envenime davantage quand ce dernier commence à distribuer de l'argent et des cadeaux a tout le monde. Enfin toutes les parties se retrouvent devant le tribunal ....

## Fiche technique
- Titre : Serafino ou l'Amour aux champs[1]
- Titre original : Serafino
- Réalisation : Pietro Germi
- Assistance réalisation : Silla Bettini et Francesco Massaro
- Photographie : Aiace Parolin
- Musique : Carlo Rustichelli
- Décors : Andrea Fantacci
- Montage : Sergio Montanari
- Son : Venanzio Biraschi et Guido Ortenzi
- Production : Pietro Germi et Angelo Rizzoli
- Chef de production : Gianni Cozzo et Andrea Petricca
- Durée : 96 minutes
- Dates de sortie: 
  - Italie : 17 décembre 1968
  - France : 19 septembre 1969

## Distribution
- Adriano Celentano  : Serafino  (VF : Jacques Balutin)
- Saro Urzì : Oncle Agenore
- Francesca Romana Coluzzi : Asmara
- Ottavia Piccolo : Lidia
- Amedeo Trilli : Pasquale
- Nerina Montagnani : Tante Gesuina
- Benjamin Lev : Armido
- Nazzareno Natale : Silio

## Récompenses
- Prix d'or au Festival international du film de Moscou